# Auguste-Réal Angers
Pour les articles homonymes, voir Angers (homonymie).
Auguste-Réal Angers, né le 4 octobre 1837 à Québec et mort le 4 avril 1919 à Westmount, est un juge et homme politique québécois. Il a été député à l'Assemblée législative du Québec et à la Chambre des communes du Canada, et sénateur, et il a fait partie des cabinets fédéraux de John Thompson et de Mackenzie Bowell en tant que ministre de l'Agriculture, et du cabinet de Charles Tupper en tant que président du Conseil privé. Toutefois, on se souvient surtout de lui pour avoir, en tant que lieutenant-gouverneur du Québec, démis de ses fonctions le Premier ministre Honoré Mercier.

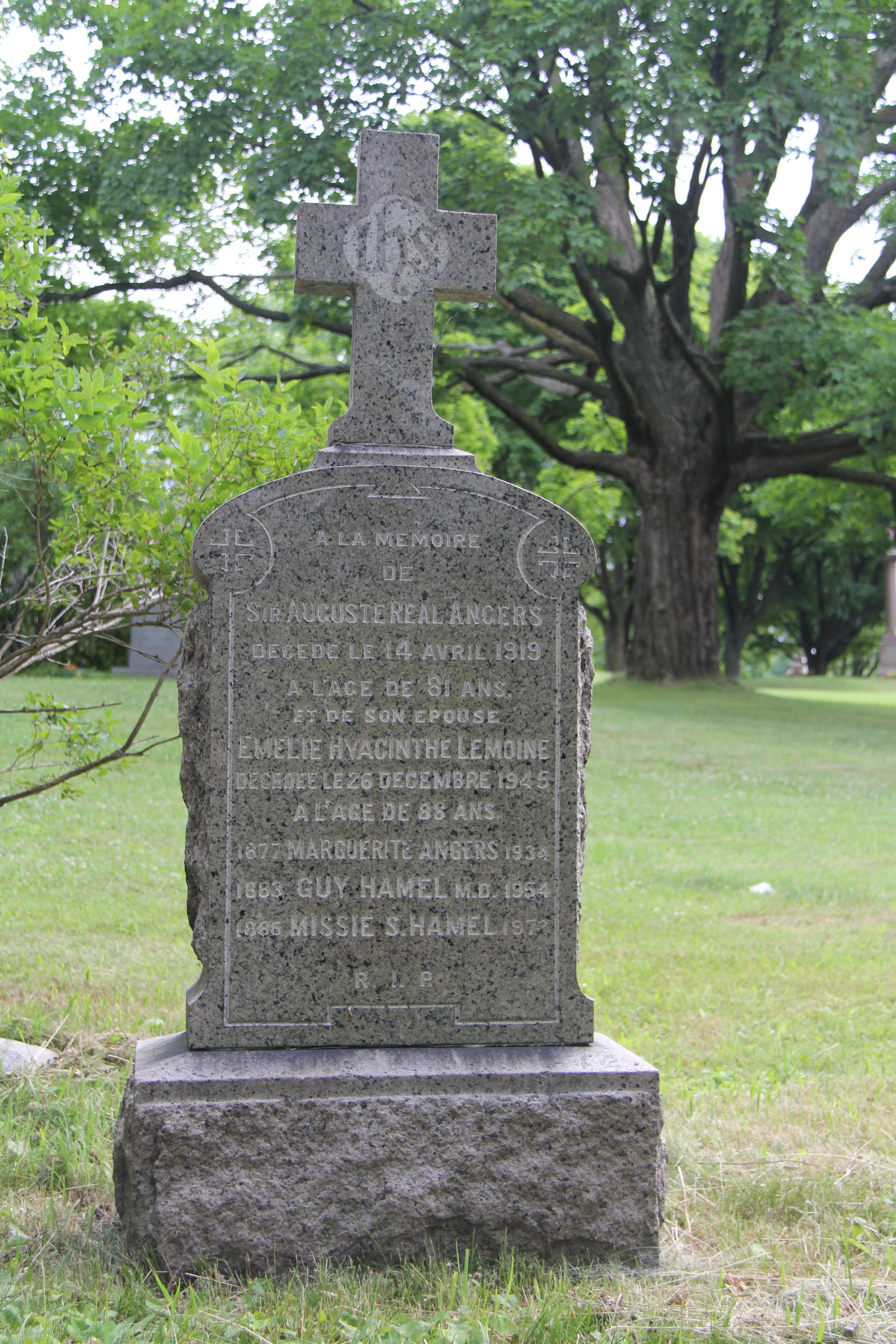
Pierre tombale d'Auguste-Réal Angers au cimetière Notre-Dame-des-Neiges.

## Biographie

### Jeunesse et études
Le lieu et la date de naissance d'Auguste-Réal Angers sont incertains. Si la plupart de ses biographes rapportent qu'il est né le 4 octobre 1838 à Québec, fils de François-Réal Angers et Louise-Adèle Taschereau, il serait plutôt né en 1837 à Beauport, de parents inconnus, et aurait été élevé par Angers et son épouse comme un fils.
Il fait ses études au séminaire de Nicolet. Il est ensuite étudiant non inscrit en droit à l'Université Laval, mais aurait reçu sa formation juridique de son père. Il est admis au barreau du Bas-Canada le 2 juillet 1860 et pratique le droit au sein d'un des bureaux d'avocats le plus prestigieux de Québec.

### Carrière politique
Il est élu pour la première fois à l'Assemblée législative du Québec à la faveur d'une élection partielle dans Montmorency en 1874, sous la bannière du Parti conservateur. Lorsque Gédéon Ouimet est forcé de démissionner à la suite de l'affaire des Tanneries, Charles-Eugène Boucher de Boucherville est appelé à former un nouveau gouvernement et nomme Angers au poste de solliciteur général. Angers introduit différentes réformes électorales, dont le scrutin secret. En novembre 1875, il accède au poste de leader du gouvernement en chambre et en janvier 1876 il devient procureur général. Angers devient rapidement la figure centrale du gouvernement. Étant donné que le premier ministre siège au Conseil législatif, c'est lui qui dirige les travaux et parle au nom du gouvernement à l'Assemblée législative. Il se fait rapidement une réputation de parlementaire redoutable et intransigeant.
En 1876, Luc Letellier de Saint-Just, nommé lieutenant-gouverneur du Québec par le gouvernement libéral fédéral d'Alexander Mackenzie, démet le premier ministre de ses fonctions et appelle le chef du Parti libéral du Québec, Henry-Gustave Joly de Lotbinière, à former un gouvernement. Lors des élections générales qui s'ensuivent, Angers est défait par 14 voix dans sa circonscription. Il s'affaire à convaincre le gouvernement fédéral de démettre Letellier de ses fonctions, ce qui se produit en juillet 1879.
Angers fait le passage à la politique fédérale, se faisant élire à la Chambre des communes du Canada dans Montmorency dans une élection partielle le 14 février 1880. Il participe peu aux débats aux communes, et le 13 novembre de la même année, il est nommé juge puîné de la Cour supérieure du Québec.

### Lieutenant-gouverneur et révocation de Mercier
En [1887, il est nommé lieutenant-gouverneur du Québec. Il cherche généralement à éviter la confrontation avec le gouvernement libéral d'Honoré Mercier, mais les tensions atteignent un sommet en août 1891 après des accusations de corruption faites devant un comité sénatorial dans le contexte du scandale de la Baie des Chaleurs. Angers forme une commission d'enquête pour enquêter sur l'affaire; le rapport, déposé en l'absence du président de la commission, exonère Mercier. Toutefois, le président de la commission se dissocie du rapport de ses collègues. Angers prend la décision de démettre Mercier de ses fonctions et appelle Boucher de Boucherville à former un nouveau gouvernement.
Boucher de Boucherville déclenche immédiatement une élection générale, qu'il remporte. En décembre de 1892, Angers est nommé au Sénat du Canada et rejoint le conseil des ministres de John Sparrow David Thompson en tant que ministre de l'Agriculture.
Thompson meurt en 1894. À la suite du refus de Mackenzie Bowell, le successeur de Thompson au poste de premier ministre du Canada, à régler rapidement la question des écoles du Manitoba, Angers démissionne du cabinet en même temps que deux autres ministres. Les deux autres se font convaincre de revenir, mais Angers refuse et reste hors du gouvernement en guise de protestation. Il refuse également un poste à la Cour suprême du Canada. Bowell, critiqué de toutes parts, démissionne et est remplacé par Charles Tupper; Angers accepte de servir au sein de son conseil des ministres en tant que président du Conseil privé. Il quitte son siège au Sénat pour être candidat dans Québec-Centre lors de l'élection fédérale de 1896, mais il est défait par le candidat libéral. Le gouverneur général refuse de lui redonner son siège au Sénat, et il s'installe à Montréal pour pratiquer le droit.
Il meurt à Westmount en 1919 et est enterré au cimetière Notre-Dame-des-Neiges, à Montréal.

## Distinctions
- Grand-croix de l'ordre de Saint-Grégoire-le-Grand (1898)
- Chevalier de l'Ordre de Saint-Michel et Saint-Georges (1913)
- Chevalier commandeur de l'Ordre du Bain
- Doctorat en droit honoris causa de l'Université Laval (1888)

## Héraldique
| Par droits chemins |
| ------------------ |

| L'écu d'Auguste-Réal Angers se blasonne ainsi : Écarté en sautoir, au premier et au quatrième d'azur à l'étoile d'argent, au deuxième et au troisième d'or à la rose de gueules tigée de sinople. Sur le tout, de gueules à la tête de chérubin d'or ailé du même. |

## Archives
Un fonds d’archives Auguste-Réal Angers est conservé au centre d’archives de Québec de Bibliothèque et Archives nationales du Québec. Il y a aussi un fonds Auguste-Réal Angers à Bibliothèque et Archives Canada.

## Hommages
La rue Réal-Angers a été nommée en son honneur, vers 1963, dans l'ancienne municipalité de Sillery, maintenant présente dans la ville de Québec.

## Source
- (fr) Biographie du Dictionnaire biographique du Canada en ligne